# Saison 2 de Crossing Lines
Chronologie
Saison 1 Saison 3
Cet article présente les douze épisodes de la seconde saison de la série télévisée franco-allemande Crossing Lines.

## Synopsis
La vie de Carl Hickman, un ex-officier de la police de New York, est tombée en morceaux après que Phillip Genovese, un criminel international, lui ait tiré sur la main tandis qu'il essayait de sauver un enfant. Cette blessure le handicape fortement au quotidien, car, d'une part, il n'est plus capable de tenir une arme, et il est devenu accro à la morphine. Depuis, il ne fait plus partie du NYPD (police de New York) et vit, désormais, dans une remorque, et travaille, comme ramasseur d'ordures, dans un parc d'attractions aux Pays-Bas.
Le détective Louis Daniel décide de recruter Carl pour qu'il intègre la nouvelle unité de délits spéciaux de la cour pénale internationale, siégeant à La Haye, qui enquête sur les délits qui traversent les frontières nationales.
En plus de Louis, l'unité est composée du sergent Eva Vittoria, une experte des opérations secrètes et une experte de l'anti-mafia d'Italie. De plus, il y a le détective Tommy McConnell, un expert en armes et en tactiques, qui vient d'Irlande du Nord; ainsi que le commissaire Sebastian Berger, un spécialiste en technologie allemand, et enfin, de la détective Anne-Marie San une analyste française de crimes et de contrebande.
Le groupe dispose aussi de l'appui de Michel Dorne, un membre de la cour pénale internationale, qui donne l'autorisation à Louis pour armer l'équipe et enquêter, et qui l'aide à trouver le responsable de la mort de son fils, Étienne.

## Distribution

### Acteurs principaux
- William Fichtner (VF : Éric Aubrahn) : Détective Carlton "Carl" Hickman (Police de New-York)
- Marc Lavoine (VF : lui-même) : Commissaire Louis Daniel (DCPJ)
- Gabriella Pession (VF : Armelle Gallaud) : Sergent Eva Vittoria (Police National Italienne)
- Tom Wlaschiha (VF : François Delaive) : Enquêteur Sebastian Berger (Police de Berlin)
- Richard Flood (VF : Franck Lorrain) : Lieutenant Tommy McConnell (Irlande du Nord)
- Donald Sutherland (VF : Bernard Tiphaine) : Michel Dorne, de la CPI
- Elsa Mollien (VF : elle-même) : Rebecca Daniel, la femme de Louis
- Lara Rossi (VF : Olivia Nicosia) : Arabela Seeger, la nouvelle recrue

### Invités
- Carrie-Ann Moss : Amanda Andrews (épisode 2)
- Edouard Montoute : Jacques Lemière (épisode 4)
- Daniel Lobé : un des agents de sécurité (épisode 12)

## Liste des épisodes

### Épisode 1:19 heures pour agir
- Royaume-Uni: 15 août 2014 sur Amazon Prime Instant Video
- Suisse : 20 juillet 2014 sur RTS Un[1]
- Belgique : 2 septembre 2014 sur RTBF[2]
- Espagne : 11 septembre 2014 sur AXN
- France : 11 septembre 2014 sur TF1
- Allemagne : 4 septembre 2014 sur Sat.1
- Québec : 8 avril 2015 sur Séries+

- France : 4,63 millions de téléspectateurs[3]

- Ray Stevenson (Miles Lennon)
- Karel Roden (Lev Marianski)
- Marcel Iures (Alexander Dimitrov)
- Pedja Bjelac (Anatoly Bardov)
- Bruce Davison (Directeur du renseignement)
- Ivan Gvera (Commandant Jonkers)
- Fedja Stukan (Ivan)
- Ulric Hans Frederik von der Esch (Anholts)
- Velislav Pavlov (Détective Ripchen)

### Épisode 2:New York, New York
- Royaume-Uni : 15 août 2014 sur Amazon Prime Instant Video
- Suisse : 20 juillet 2014 sur RTS Un
- Belgique : 2 septembre 2014 sur RTBF
- Espagne : 11 septembre 2014 sur AXN
- France : 11 septembre 2014 sur TF1
- Allemagne : 4 septembre 2014 sur Sat.1
- Québec : 15 avril 2015 sur Séries+

- France : 3,78 millions de téléspectateurs[3]

- Carrie-Anne Moss (Amanda Andrews)
- Kim Coates (Phillip Genovese)
- Klara Issova (Shari)
- Ned Dennehy (Rollie)
- Richard Zeman (Stash)
- Anna Stropnicka (Famke)
- John Poston (Cammarata)
- Barbora Cerna (Marie)

### Épisode 3:Zone rouge
- Royaume-Uni : 15 août 2014 sur Amazon Prime Instant Video
- Suisse : 27 juillet 2014 sur RTS Un
- Belgique : 9 septembre 2014 sur RTBF
- Espagne : 18 septembre 2014 sur AXN
- France : 18 septembre 2014 sur TF1
- Allemagne : 11 septembre 2014 sur Sat.1
- Québec : 22 avril 2015 sur Séries+

- France : 4,64 millions de téléspectateurs[4]

- Richard Brake (Winston Smith)
- Marc Barbé (Commissaire Leveaux)
- Klara Issova (Shari)
- Rossif Sutherland (Détective Moreau)
- Sonia Amori (Anette)
- Edouard Montoute (Jacques Lemière)
- Velislev Pavlov (Détective Ripchen)
- Anna Stropnicka (Famke)

### Épisode 4:Tout le monde va savoir...
- Royaume-Uni : 15 août 2014 sur Amazon Prime Instant Video
- Suisse : 27 juillet 2014 sur RTS Un
- Belgique : 9 septembre 2014 sur RTBF
- Espagne : 18 septembre 2014 sur AXN
- France : 18 septembre 2014 sur TF1
- Allemagne : 18 septembre 2014 sur Sat.1
- Québec : 29 avril 2015 sur Séries+

- France : 4 millions de téléspectateurs[4]

- Klara Issova (Shari)
- Florentine Lahme (Kathrin Eicholz)
- Jeremy Mockridge (Stefan Vogel)
- Noortje Herlaar (Anke Joosten)
- Nils Jorgen Kaalstad (Antti Joosten)
- Bert Tischendorf (Franz Keppel)
- Petra Spindlerova (Lisa Weurfel)
- Anna Stropnicka (Famke)
- Anna Rust (Ammelie Weurfel)
- Peter Hosking (Dane)

### Épisode 5:La Chevauchée sauvage
- Royaume-Uni : 15 août 2014 sur Amazon Prime Instant Video
- Suisse : 3 août 2014 sur RTS Un[1]
- Belgique : 9 septembre 2014 sur RTBF[2]
- Espagne : 25 septembre 2014 sur AXN
- France : 25 septembre 2014 sur TF1
- Allemagne : 25 septembre 2014 sur Sat.1
- Québec : 6 mai 2015 sur Séries+

- France : 4,1 millions de téléspectateurs

- Florian Panzner (Max)
- Wolfgang Maria Bauer (Wulf)
- Julia Dietze (Silke Beck)
- Sebastian Hülk (Peter Forst)
- Anna Stropnicka (Famke)
- Arseniy Daniil Baryshnikov (Julian)
- William Brand (Inspecteur chef Galland)
- Goran Navojec (Bolek Rybar)
- Vuk Celebic (Lenz)
- Olivia Grant (Emily Havran)
- Ted Otis (Heinrich Kaufmann)
- Barbora Milotova (Gerta Kaufmann)
- Petr Simcak (Felix Kaufmann)
- Paul Andrew Dean (Kurt)
- Brian Caspe (Frank Deprez)
- Petra Jungmannova (Madame Deprez)
- Annette Nesvadbova (Anna Deprez)
- Tobias Shaw (Jon Deprez)

### Épisode 6:Le Prix de la liberté
- Royaume-Uni : 15 août 2014 sur Amazon Prime Instant Video
- Suisse : 3 août 2014 sur RTS Un[1]
- Belgique : 16 septembre 2014 sur RTBF[2]
- Espagne : 25 septembre 2014 sur AXN
- France : 2 octobre 2014 sur TF1
- Allemagne : 2 octobre 2014 sur Sat.1
- Québec : 13 mai 2015 sur Séries+

- France : 5 millions de téléspectateurs[7]

- Carrie-Anne Moss (Amanda Andrews)
- Kim Coates (Phillip Genovese)
- Klara Issova (Shari)
- Krzysztof Kwiatkowski (Lech Sikora)
- Krzysztof Pieczyński (Adam Sikora)
- Robert Cejnar (Andreas Metaxis)
- Anssi Jalmari Lindström (Bogdan)
- Radoslaw Kaim (Sergent Malinowski)
- Katerina Winterova (Nina Metaxis)
- Peter Hallin (Godebski)

### Épisode 7:Les Veuves noires
- Royaume-Uni : 15 août 2014 sur Amazon Prime Instant Video
- Suisse : 10 août 2014 sur RTS Un[1]
- Belgique : 16 septembre 2014 sur RTBF[2]
- Espagne : 2 octobre 2014 sur AXN
- France : 2 octobre 2014 sur TF1
- Allemagne : 9 octobre 2014 sur Sat.1
- Québec : 20 mai 2015 sur Séries+

- France : 4 millions de téléspectateurs[7]

- Ray Stevenson (Miles Lennon)
- Michael Byrne (Edward Baxendale)
- Alix Wilton Regan (Sabina Baxendale)
- Olivia Grant (Emily Havran)
- John Hollingworth (Lawrence Baxendale)
- Barbora Kodetova (Nora Skalova)
- Ivo Niederle (Andrej Havran)
- Eddie Elks (Tas Cooper)
- Marek Matousek (Docteur Pavlovsky)

### Épisode 8:Pieds et poings liés
- Royaume-Uni : 15 août 2014 sur Amazon Prime Instant Video
- Suisse : 10 août 2014 sur RTS Un[1]
- Belgique : 16 septembre 2014 sur RTBF[2]
- Espagne : 2 octobre 2014 sur AXN
- France : 9 octobre 2014 sur TF1
- Allemagne : 16 octobre 2014 sur Sat.1
- Québec : 27 mai 2015 sur Séries+

- France : 4,87 millions de téléspectateurs[8]

- Ray Stevenson (Miles Lennon)
- Niamh McGrady (Rose McConnell)
- Ronan Raftery (Colin McConnell)
- Liam Carney (Michael McConnell)
- Jared Doreck (Nigel)
- Gabrielle Reidy (Colleen McConnell)
- Alena Dolakova (Wendy)
- Laura Baranik (Alice)
- Zachary Fall (Thierry)
- Michael Wildman (Dougie)
- Branwell Donaghey (Aiden Dolan)
- Jo Cameron Brown (Imogen Frost)

### Épisode 9:Toute la vérité, rien que la vérité
- Royaume-Uni : 15 août 2014 sur Amazon Prime Instant Video
- Suisse : 17 août 2014 sur RTS Un[1]
- Belgique : 23 septembre 2014 sur RTBF[2]
- Espagne : 9 octobre 2014 sur AXN
- France : 9 octobre 2014 sur TF1
- Allemagne : 23 octobre 2014 sur Sat.1
- Québec : 3 juin 2015 sur Séries+

- France : 4,3 millions de téléspectateurs[8]

- Carrie-Anne Moss (Amanda Andrews)
- Mathilda May (Audrey St. Marie)
- Erick Deshors (Elu)
- Nicolas Robin (Clement Blanc)
- Astrid Whettnall (Madame Blanc)
- Patrick Albenque (Hugo)
- Luna Picoli-Truffaut (Isabelle Antoine)
- Emma Bergmann (Mathilde)
- Jo Cameron Brown (Imogen Frost)

### Épisode 10:Retours aux sources
- Royaume-Uni : 15 août 2014 sur Amazon Prime Instant Video
- Suisse : 17 août 2014 sur RTS Un[1]
- Belgique : 23 septembre 2014 sur RTBF[2]
- Espagne : 9 octobre 2014 sur AXN
- France : 25 septembre 2014 sur TF1
- Allemagne : 30 octobre 2014 sur Sat.1
- Québec : 10 juin 2015 sur Séries+

- France : 5,07 millions de téléspectateurs

- Ivan Sanchez (Mateo Cruz)
- Stefano Benassi (Père Romano)
- Ivan Gonzalez (Pedro Almora)
- Maxime De Toledo (Sergent Soma)
- Joseph Long (Docteur Deluca)
- Luis Callejo (Inspecteur Raul Campo)
- Benjamin Cawley (Walter Brigham)
- Emanuel Jorge Batista Rodriguez (Docteur Peron)

### Épisode 11:Duels au sommet: Partie 1
- Royaume-Uni : 15 août 2014 sur Amazon Prime Instant Video
- Suisse : 24 août 2014 sur RTS Un[1]
- Belgique : 23 septembre 2014 sur RTBF[2]
- Espagne : 16 octobre 2014 sur AXN
- France : 9 octobre 2014 sur TF1
- Allemagne : 6 novembre 2014 sur Sat.1
- Québec : 17 juin 2015 sur Séries+

- France : 2,8 millions de téléspectateurs[8]

- Sophia Myles (Docteur Anna Clarke)
- Thomas Scharff (Morand)
- Niamh McGrady (Rose McConnell)
- Yann Sundberg (Lucien Fiori)
- Dragomir Mrsic (Steven Dusek)
- Marko Igonda (Viktor Casta)
- Carrie-Anne Moss (Voix d'Amanda Andrews)
- Olivier Loustau (Inspecteur Fabre)
- Serge Renko (Duval)

### Épisode 12:Duels au sommet: Partie 2
- Royaume-Uni : 15 août 2014 sur Amazon Prime Instant Video
- Suisse : 24 août 2014 sur RTS Un[1]
- Belgique : 23 septembre 2014 sur RTBF[2]
- Espagne : 16 octobre 2014 sur AXN
- France : 9 octobre 2014 sur TF1
- Allemagne : 13 novembre 2014 sur Sat.1
- Québec : 24 juin 2015 sur Séries+

- France : 2,1 millions de téléspectateurs[8]

- Sophia Myles (Docteur Anna Clarke)
- Thomas Scharff (Morand)
- Dragomir Mrsic (Steven Dusek)
- Aurélie Bargème (Inspecteur Cambert)
- Marko Igonda (Viktor Casta)
- Yann Sundberg (Lucien Fiori)

## Audiences

### En France
| No épisode | Titre original (titre français)                              | Chaîne | Date de diffusion originale (2014) | Audiences (en téléspectateurs) | Part d'audiences |
| ---------- | ------------------------------------------------------------ | ------ | ---------------------------------- | ------------------------------ | ---------------- |
| 1          | The Rescue (19 heures pour agir)                             | TF1    | Jeudi 11 septembre 2014            | 4 630 000                      | 20,1 %           |
| 2          | The Homecoming (New York, New York)                          | TF1    | Jeudi 11 septembre 2014            | 3 780 000                      | 19,3 %           |
| 3          | The Kill Zone (Zone rouge)                                   | TF1    | Jeudi 18 septembre 2014            | 4 640 000                      | 19,3 %           |
| 4          | Everybody Will Know (Tout le monde va savoir...)             | TF1    | Jeudi 18 septembre 2014            | 4 000 000                      | 18,9 %           |
| 5          | Home is Where the Heart Is (La chevauchée sauvage)           | TF1    | Jeudi 25 septembre 2014            | 4 100 000                      | 19,3 %           |
| 6          | Freedom (Le prix de la liberté)                              | TF1    | Jeudi 2 octobre 2014               | 4 000 000                      | 18,3 %           |
| 7          | The Velvet Glove (Les veuves noires)                         | TF1    | Jeudi 2 octobre 2014               | 5 000 000                      | 20,0 %           |
| 8          | Family Ties (Pieds et poings liés)                           | TF1    | Jeudi 9 octobre 2014               | 4 870 000                      | 19,7 %           |
| 9          | Truth and Consequences (Toute la vérité, rien que la vérité) | TF1    | Jeudi 9 octobre 2014               | 4 300 000                      | 19,9 %           |
| 10         | The Long Way Home (Retours aux sources)                      | TF1    | Jeudi 25 septembre 2014            | 5 070 000                      | 20,6 %           |
| 11         | The Team - Part 1 (Duels au sommet)                          | TF1    | Jeudi 9 octobre 2014               | 2 800 000                      | 22,7 %           |
| 12         | The Team - Part 2 (Duels au sommet)                          | TF1    | Jeudi 9 octobre 2014               | 2 100 000                      | 30,4 %           |